# Homo noeticus
Homo Noeticus è un concetto che sintetizza una profezia antropologica sostenuta da Pierre Teilhard de Chardin, che vede l'Homo Noeticus come punto di arrivo ("uomo nuovo") del futuro processo evolutivo della specie umana.
Il termine Homo Noeticus è stato usato da alcuni esponenti delle correnti New Age per riferirsi ad uno stadio evolutivo futuro dell'umanità, e.g. P. D. Ouspensky, Jan van Rijckenborgh e Rudolf Steiner.

## Descrizione della profezia
In Teilhard de Chardin tale profezia è maturata dall'impegno nel coniugare la fede cristiana con la ricerca nel campo della paleontologia. Nella sua visione del futuro dell'umanità, l'Homo Noeticus, risultante dall'ulteriore evoluzione della coscienza umana, preluderebbe alla convergenza dell'intera umanità nel Punto Omega finale, caratterizzato da una forte attrazione gravitazionale verticale rappresentato dal Cristo «evolutore», come lui lo definisce.
Attualmente altri filoni di pensiero si rifanno al concetto di Homo Noeticus, talune allontanandosi radicalmente dalla prospettiva teilhardiana e oggi il termine è ripreso dalle idee sul cyberspazio come realtà alternativa e da altre prospettive teologiche.